# Tríada (organización criminal)
Tríada (en chino: 三合會) es un término genérico para designar a ciertas organizaciones criminales de origen chino que tienen su base en Hong Kong, Taiwán y la China continental, así como ramificaciones entre sectores de las diversas diásporas han.
Se dedican al tráfico ilegal de personas, la falsificación de tarjetas de crédito, los talleres clandestinos (generalmente del textil), la falsificación, venta y distribución de todo tipo de productos, la prostitución, las clínicas ilegales, muertes por encargo, etc. Blanquean en otros países los beneficios de la heroína que introducen en Estados Unidos desde sus campos en Tailandia y Laos.[cita requerida]

## Presencia internacional
Están presentes en las grandes ciudades de Estados Unidos (en América del Norte) y en Ámsterdam, Londres, Santiago (Chile) y el centro de Alemania[cita requerida]. En este último país son especialistas en extorsión a comerciantes e incendio de locales, más de un ataque con fuego a viviendas de inmigrantes en Alemania ha sido un ajuste de cuentas entre narcotraficantes perpetrado por miembros de la Tríada.[cita requerida]
En Nueva York, Chicago, Detroit y Los Ángeles, las bandas juveniles asiáticas ganan en violencia a las clásicas afroamericanas y latinas; todas ellas son feudatarias de la Tríada.[cita requerida]
El caso de México, es algo distinto y complejo, ya que han emigrado desde mediados de la década de 1980, con el problema del narcotráfico en el país, operando y realizando tratos con carteles y con diversas bandas delictivas nacionales, así como con políticos corruptos[cita requerida]. Afianzándose en varias ciudades, entre las más destacadas, la Ciudad de México, en los barrios de Tepito, donde desde hace tiempo se da la venta de objetos ilegales.[cita requerida] Al igual que en puntos de la frontera con Estados Unidos como Ciudad Juárez, Matamoros, Tijuana y Nuevo Laredo, donde asaltan a los camiones de carga y trafican con diversas mercancías que se venden a mitad de precio en el mercado informal y que es posible que aún no hayan salido a la venta oficialmente.[cita requerida]
En los últimos años[¿cuándo?], en España se han dado casos sobre la tríada china. Sobre todo, cometen actos delictivos entre la comunidad china que vive en el país, se dedican principalmente a la extorsión, al asesinato, al tráfico ilegal de personas, al pirateo de películas y música, a la prostitución y al lavado de dinero. Una de las bandas más peligrosas del mundo, 14K, con sede en Ámsterdam, está instalada desde hace mucho tiempo en España y se dedican principalmente a la extorsión, pero también al asesinato y al tráfico de drogas.
También se han presentado casos en Chile, más específicamente en el Barrio Chino en Santiago y Centro de Santiago en general, a causa de la inmigración china en el país. Generalmente, los inmigrantes chinos llegan en busca de trabajo y emprendimientos comerciales como restaurantes y mall chinos, pero en los últimos años[¿cuándo?] la reputación de la comunidad ha sido ensuciada por actos mafiosos por parte de estas tríadas que, principalmente se dedican al tráfico de inmigrantes ilegales, al cobro de protección a comerciantes chinos, al asesinato y a la extorsión. Una de las tríadas más conocida es la "Fu Chin", dedicada al tráfico ilegal de personas.
En Perú la presencia en el país de la Tríada del "Dragón Rojo" se incrementó en la presente década lo que ha atemorizado a muchos empresarios de ascendencia china que se ven a obligados a pagar cupos para no ser asesinados. Controlan el Barrio chino en Lima. Según el reportaje la mafia del "Dragón Rojo" incrementó su actividad a inicios del presente milenio en el que se han dedicado a estudiar cuidadosamente a sus víctimas y han dejado hasta el momento una serie de hechos de violencia a su paso.[cita requerida]

## Organización interna[8]
Su sistema de organización interna dista de las mafias occidentales, puesto que se organiza en grupos de tres personas. Estos grupos están conectados jerárquicamente con otros grupos por solo uno de los integrantes, lo que conlleva un total desconocimiento del resto de los integrantes del grupo del resto de la organización. Esta técnica es bastante útil para dicha organización cuando es sometida por una investigación policial, ya que existe una posibilidad menor para poder indagar en la jerarquía.

## Modus operandi
Una de las formas de actuar más comunes de la Tríada es captar desde su país de origen a ciudadanos y trasladarlos a otros países, donde su organización criminal es más fuerte. A los ciudadanos se les muestra el país donde van a vivir como un sueño americano, donde se harán ricos y vivirán mejor, no obstante al llegar al país, la Tríada les coloca allí donde haga falta (talleres,restaurantes, prostitución y un largo etcétera). Con el tiempo y el dinero necesario pueden iniciar su propio negocio, generalmente un restaurante por lo fácil de llevar, pero siempre tendrán de por vida un "pacto de sangre" con la Tríada, que se amplia a extorsión pasado por regularizar su situación en el país.[cita requerida]

## Tríadas destacadas
A continuación se listan las tríadas con mayor riqueza e influencia a escala internacional, todas ellas radicadas en Hong Kong:[cita requerida]
- 14K
- Sun Yee On
- Big Circle Boys
- Wo Shing Wo
- Shui Fong
- Wo Hop To
- Grupo Luen